# Elena Tagliabue
Elena Tagliabue [ˈɛːlena taʎʎaˈbuːe] (* 12. Dezember 1977 in Edolo) ist eine ehemalige italienische Skirennläuferin. Sie war vor allem auf die schnellen Disziplinen Abfahrt und Super-G spezialisiert und startete von 1996 bis 2004 im Skiweltcup.

## Biografie
Tagliabue begann ihre Karriere mit FIS-Rennen und im Europacup, wo sie im Februar 1996 erstmals unter die besten zehn kam. Wenig später erreichte sie bei den Juniorenweltmeisterschaften 1996 den achten Platz in der Abfahrt. In der Saison 1996/97 feierte sie in der Abfahrt und im Super-G von Tignes zwei Europacupsiege und belegte mit zwei weiteren Podestplätzen jeweils den vierten Rang in der Super-G- und Abfahrtswertung sowie den sechsten Gesamtrang. Im selben Winter fuhr sie auch ihre ersten Rennen im Weltcup, erreichte dabei aber noch nicht die Punkteränge.
Am 6. Dezember 1997 holte sie mit Rang 27 im Super-G von Lake Louise erstmals Weltcuppunkte und erreichte im Januar bereits den 18. Platz im Super-G von Cortina d’Ampezzo. Zu Beginn der Saison 1998/99 fuhr sie auf Platz 14 im Super-G von Lake Louise, musste sich aber sonst meist mit Platzierungen um Rang 30 begnügen. Am 7. Februar 1999 war die Italienerin zum einzigen Mal bei Weltmeisterschaften am Start und belegte Platz 24 in der Abfahrt.
Gegen Ende der Saison 1999/2000 gelang Tagliabue ihr bestes Weltcupresultat: Am 27. Februar 2000 wurde sie Fünfte im Super-G von Innsbruck. Im nächsten Winter kam sie nicht an dieses Ergebnis heran und platzierte sich nur zweimal unter den besten 30, in der Saison 2001/02 gelangen ihr aber wieder zwei neunte Plätze im Super-G von St. Moritz und in der Abfahrt von Åre. Bei den Olympischen Winterspielen 2002 war sie nur in der Kombination am Start und belegte Platz 19.
In der Saison 2002/03 gelangen der Italienerin keine guten Ergebnisse mehr und sie kam nur einmal unter die besten 30. 2003/04 bestritt sie ihre letzten drei Weltcuprennen, in denen sie aber nicht mehr punktete, und nahm wieder verstärkt an Europacuprennen teil, bei denen sie noch einen dritten Platz im Super-G von Bardonecchia erreichte. Nach der Saison beendete Tagliabue ihre Karriere.

## Erfolge

### Olympische Winterspiele
- Salt Lake City 2002: 19. Kombination

### Weltmeisterschaften
- Vail/Beaver Creek 1999: 24. Abfahrt

### Weltcup
- Drei Platzierungen unter den besten zehn

### Europacup
- Saison 1996/97: 6. Gesamtwertung, 4. Super-G-Wertung, 4. Abfahrtswertung
- Saison 2003/04: 5. Super-G-Wertung

Insgesamt 6 Podestplätze, davon 2 Siege:
| Datum           | Ort    | Land       | Disziplin |
| --------------- | ------ | ---------- | --------- |
| 9. Januar 1997  | Tignes | Frankreich | Abfahrt   |
| 10. Januar 1997 | Tignes | Frankreich | Super-G   |

### Juniorenweltmeisterschaften
- Hoch-Ybrig 1996: 8. Abfahrt, 20. Slalom